# Liste der Monuments historiques in Trois-Fontaines-l’Abbaye
Die Liste der Monuments historiques in Trois-Fontaines-l’Abbaye führt die Monuments historiques in der französischen Gemeinde Trois-Fontaines-l’Abbaye auf.

## Liste der Immobilien
| Bezeichnung             | Beschreibung | Standort                | Kennzeichnung | Schutzstatus | Datum | Bild           |
| ----------------------- | --- | ----------------------- | ------------- | ------------ | ----- | -------------- |
| Kloster Trois-Fontaines | Zisterzienserabtei, 1118 gegründet, in der ersten Hälfte des 18. Jahrhunderts schlossartig umgebaut, 1790 aufgelöst; Kirchenruine, zweite Hälfte des 12. Jahrhunderts, Klosteranlage mit Ehrenhof und Portal, Wirtschaftsgebäude, Park mit Skulpturen und Vasen, 18. Jahrhundert | Place du Château (Lage) | PA00078876    | Classé       | 1944  | weitere Bilder |